# روجر كان
روجر كان (بالإنجليزية: Roger Kane)‏ هو سياسي أمريكي، ولد في 28 نوفمبر 1963. حزبياً، نشط في الحزب الجمهوري. وقد انتخب عضو مجلس نواب تينيسي.

## وصلات خارجية
- الموقع الرسمي